# Brendan Hansen
Brendan Hansen (n. 15 august 1981, Havertown⁠(d), Haverford Township⁠(d), Pennsylvania, SUA) este un înotător ce a reprezentat Statele Unite ale Americii, medaliat olimpic. A participat la 3 ediții ale Jocurilor Olimpice (2004, 2008, 2012) în care a câștigat 6 medalii de aur, o medalie de argint și două medalii de bronz.